# Ranzenbach (Gemeinde Klausen-Leopoldsdorf)
Ranzenbach ist ein Ortsteil der Gemeinde Klausen-Leopoldsdorf im Biosphärenpark Wienerwald in Niederösterreich. Ausgehend von einem Gehöft wurde der Großteil des Ortes Ende der 1920er Jahre planmäßig errichtet. Acht der heute 13 Häuser stehen unter Denkmalschutz (Listeneinträge).

## Lage, Geologie und Klima
Ranzenbach liegt sehr abgeschieden ungefähr 5 km nördlich des Hauptortes Klausen-Leopoldsdorf auf einer Höhe von 480 m ü. A.. Der Ort liegt unweit der A 21.
Geologisch gehört die Gegend zum Flysch- oder Sandstein-Wienerwald. Der dichte Lehmboden lässt Niederschläge nicht durchsickern. Es herrschen kühle Sommer und niederschlagsreiche Winter vor.

## Ortsname
Die Silbe ram vom Verb rama bedeuten so viel wie „räumen“ oder „roden“. In alten Grundbüchern des Purkersdorfer Waldamts werden gerodete Flächen als „Rämbwiesen“ bezeichnet.

## Ortsentwicklung

### Ältere Ortsbestandteile
Die ältesten auffindbaren Hinweise auf eine Nutzung des Gebiets um Ranzenbach sind Akten des Waldamts aus dem Jahr 1563, die von dortigen 100 Tagewerk Wiesen schreiben. Der Wald war Kameralgut, damit landesherrlicher Besitz, der dem Kaiser gehörte.
Seit dem 18. Jahrhundert besteht der aus Stein erbaute Hakenhof mit 2,5 ha Grundbesitz. Dessen Besitzer lebten bis in 1951 davon, mit Fuhrwerken Brennholz nach Wien zu bringen. 2008 wohnten die Besitzer in einem neuerbauten Haus während das alte Haus verfiel und die ehemaligen Wirtschaftsgebäude als Lagerraum genutzt wurden.
In einem weiteren, 1852 erbauten Bauernhaus, lebte eine Familie, die bis 1986 im Haupterwerb- und danach bis 1992 im Nebenerwerb ihren landwirtschaftlichen Betrieb führte. Daneben wurde dort früher mit einem Ochsenfuhrwerk Holz gefahren. Heute befindet sich dort das Gut Ranzenbach, ein Gestütsbetrieb mit Reitschule. Der Betrieb  wirtschaftet biologisch, züchtet Trakehner, bietet Boxen für Pensionspferdehaltung an und beschäftigt mehrere Arbeitskräfte.
Westlich des Gestüts befindet sich das „Klausenhäusl“, das bereits 1788 erwähnt wurde. Dort stand eine sogenannte Duckhütte im Besitz des Waldamtes, deren Bewohner Waldarbeiter waren. Bis in die 1930er Jahre war die Klause noch im Betrieb. Nachdem es lange Zeit leer stand und die zugehörigen Flächen verbrachten wurde das Gebäude mit der zugehörigen Fläche im ersten Jahrzehnt des 21. Jahrhunderts vom Gestüt gepachtet und wird seitdem wieder genutzt.

### Plansiedlung

#### Theoretischer Hintergrund
Als Gegenpol zur Landflucht und der innerstädtischen Verarmung infolge der Deindustrialisierung nach dem Zusammenbruch der Habsburgermonarchie versuchte man in den 1920ern, neue Agrarsiedlungen zu errichten. Modellsiedlung wurde das im Wiener Umland auf dem Reißbrett geplante Ranzendorf. Als Anstoß dienten auch bodenreformerische Gedanken, wie sie im Wiederbesiedlungsgesetz und ähnlichen Gesetzen niedergeschrieben waren. Der Agrarökonom Anton Pantz kritisierte damals, dass hierbei die naturräumlichen Gegebenheiten für eine dauerhafte Ansiedlung von Menschen nicht ausreichend geprüft würden. Nicht jedes Klima und jeder Boden würde Landwirtschaft zulassen, und auch die Erreichbarkeit spiele eine bedeutende Rolle. Stattdessen würde bei städtischen Aussiedlern sogar die Hoffnung auf Vermögensbildung geweckt werden.

#### Bau und weitere Entwicklung

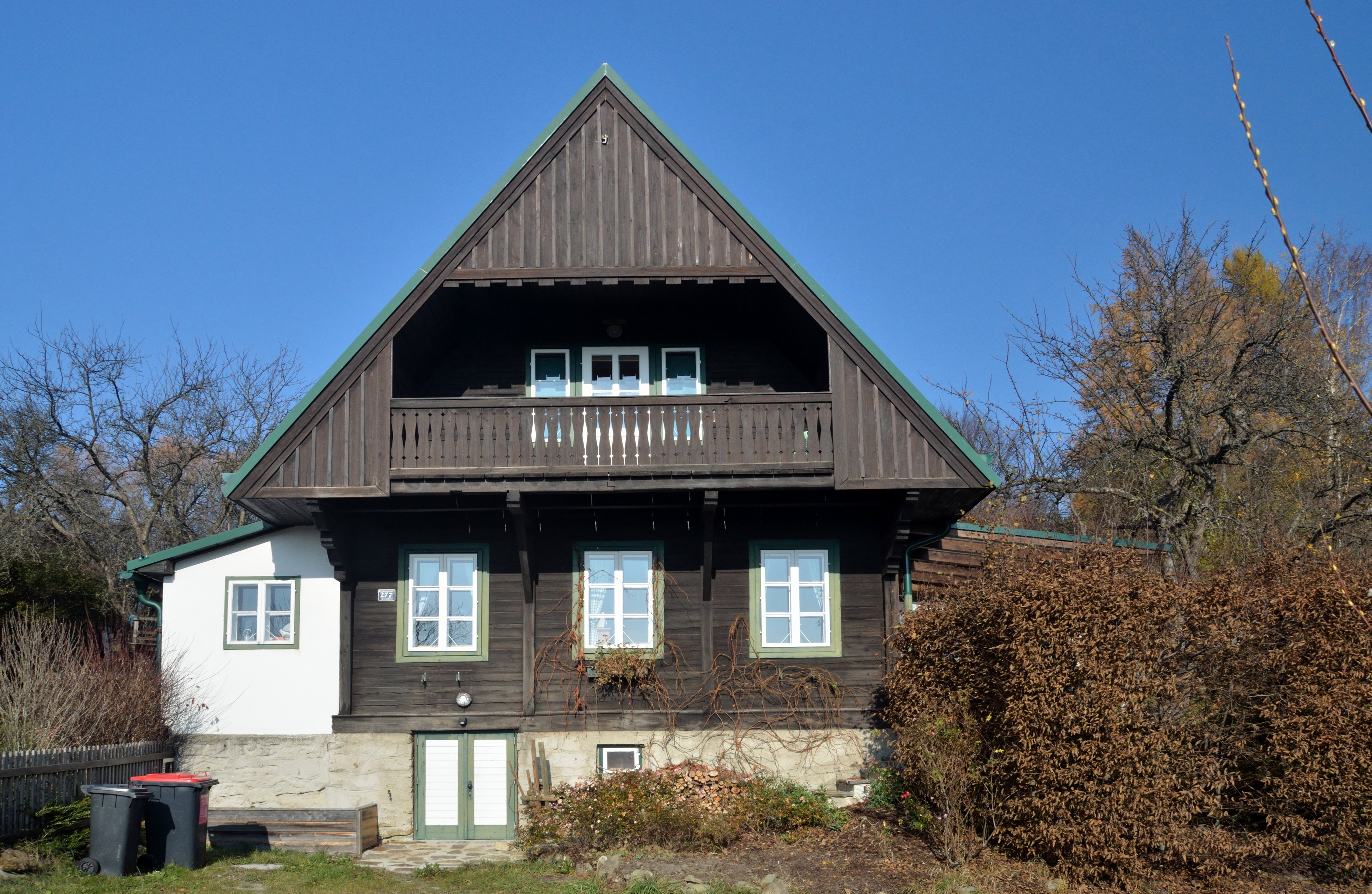
Eines der Häuser, die heute unter Denkmalschutz stehen

Das erste dieser Projekte war das öffentlich kontroversiell diskutierte Ranzenbach. Hierfür wurden zehn arbeitslose Industriearbeiter samt ihren Familien ausgewählt. Sie sollten ursprünglich aus dem bäuerlichen Milieu stammen und gemeinsam die Siedlung aufbauen, um dort Gemüse und andere Feldfrüchte zu ziehen sowie Rinder, Schweine und Hühner zu halten. 
Das Ministerium für Landwirtschaft stellte 1926 dafür 60 Hektar Weideland zur Verfügung und zur Rodung und Urbarmachung wurden Maschinen bereitgestellt. Die Siedler wohnten mit ihren Familien in Zelten und erbauten als erstes im Winter 1927/28 aus den gefällten Bäumen ein Sägewerk. Danach wurde für jede Familie ein Wohnhaus, ein Stall sowie eine Doppelscheune für jeweils zwei nebeneinander liegende Grundstücke errichtet. Das gemeinsame Stallgebäude mit Holzschuppen stand hinter den dicht an der Erschließungsstraße gebauten Häusern und an dieses schloss sich eine Obstwiese auf den 3000 bis 5000 Quadratmetern großen Grundstücken an. Zu jedem Siedlergrundstück gehörten fünf Hektar landwirtschaftliche Flächen zuzüglich gemeinsamer Weiden. Die Häuser waren teilweise unterkellert und hatten eine Grundfläche von 60 Quadratmetern.
1931 war die Siedlung als Gemeinschaftswerk fertig aufgebaut, und die Häuser waren bezugsfertig. Auf Wunsch der Siedler wurde aber die gemeinsame Wirtschaftsweise aufgegeben. Im Lauf der Zeit zogen sich viele Siedler aus dem Projekt zurück, weil sie sich der Aufgabe, den Betrieb selbstständig zu bewirtschaften, nicht gewachsen fühlten. Sie wurden für die geleistete Aufbauarbeit mit dem für damalige Zeit relativ hohen Betrag von 500,- Schilling entschädigt. Das Vorhaben, Industriearbeiter durch staatliche Unterstützung zu selbstständigen Landwirten zu machen, war damit gescheitert. In die nun leerstehenden Häuser zogen Handwerker aus der näheren Umgebung, die größtenteils als Waldarbeiter beschäftigt waren. Vom Landwirtschaftsministerium erhielt jeder Siedler eine Kuh sowie Obstbäume und Saatgut. Für alle zusammen wurden zwei Pferde beschafft.
Ein ursprünglich als Gemeinschaftsgebäude geplantes Haus mit Waschküche, Baderaum und Lagerflächen wurde, da die Siedler jeder für sich wirtschaften wollten, 1931 an den Alpenverein verpachtet, der dort ein Touristenheim und gleichzeitig eine Jugendherberge betrieb. Es war lange Zeit ein beliebtes Ausflugsziel. Ab Anfang der 1950er Jahre wurde es als ein evangelisches Kinderheim genutzt, bevor dort ab 1956 ungarische Flüchtlinge untergebracht wurden. Später wurde es von den Österreichischen Bundesforsten an verschiedene Jagdpächter vermietet.
1960 wurde Ranzenbach an die Elektrizitätsversorgung angeschlossen. Erst danach erhielten die einzelnen Häuser in einem Anbau Bad und WC. Einen Anschluss an den öffentlichen Personennahverkehr gab es an der zwei Kilometer entfernten Landstraße aber nicht. Die Kinder des Ortes mussten eine Stunde gehen, um in die Schule zu gelangen. Der Weg war im Winter oft so beschwerlich, dass ein Erwachsener zum „Spuren“ mitging.
Mit Erreichen des Pensionsalters zogen ab Mitte der 1960er Jahre die ersten Bewohner aus, da sie keinen weiteren Anspruch auf die Dienstwohnung als Waldarbeiter hatten. In den 1980er Jahren verließen auch die letzten der ursprünglichen Bewohner Ranzenbach. Acht der zehn Häuser wurden in den 1990er Jahren an Privateigentümer versteigert und nur noch zwei, welche vermietet wurden, sind im Besitz der Bundesforste. Vier Häuser dienten 2008 als Hauptwohnsitz und die restlichen sechs als Wochenendhäuser. Vor Ort gab es ab diesem Jahr eine Postzustellung, und er wurde von der Müllabfuhr angefahren. Ein Anschluss an die öffentliche Wasserver- und Abwasserentsorgung bestand nicht. Die nächsten Einrichtungen zur Nahversorgung und auch Haltestellen des ÖPNV liegen 5,5 Kilometer entfernt. Die Zufahrtsstraße ist ein Privatweg, für dessen Unterhaltung die Anlieger selbst sorgen müssen und auf dem von der Gemeinde kein Schnee geräumt wird.